# Trekkopje

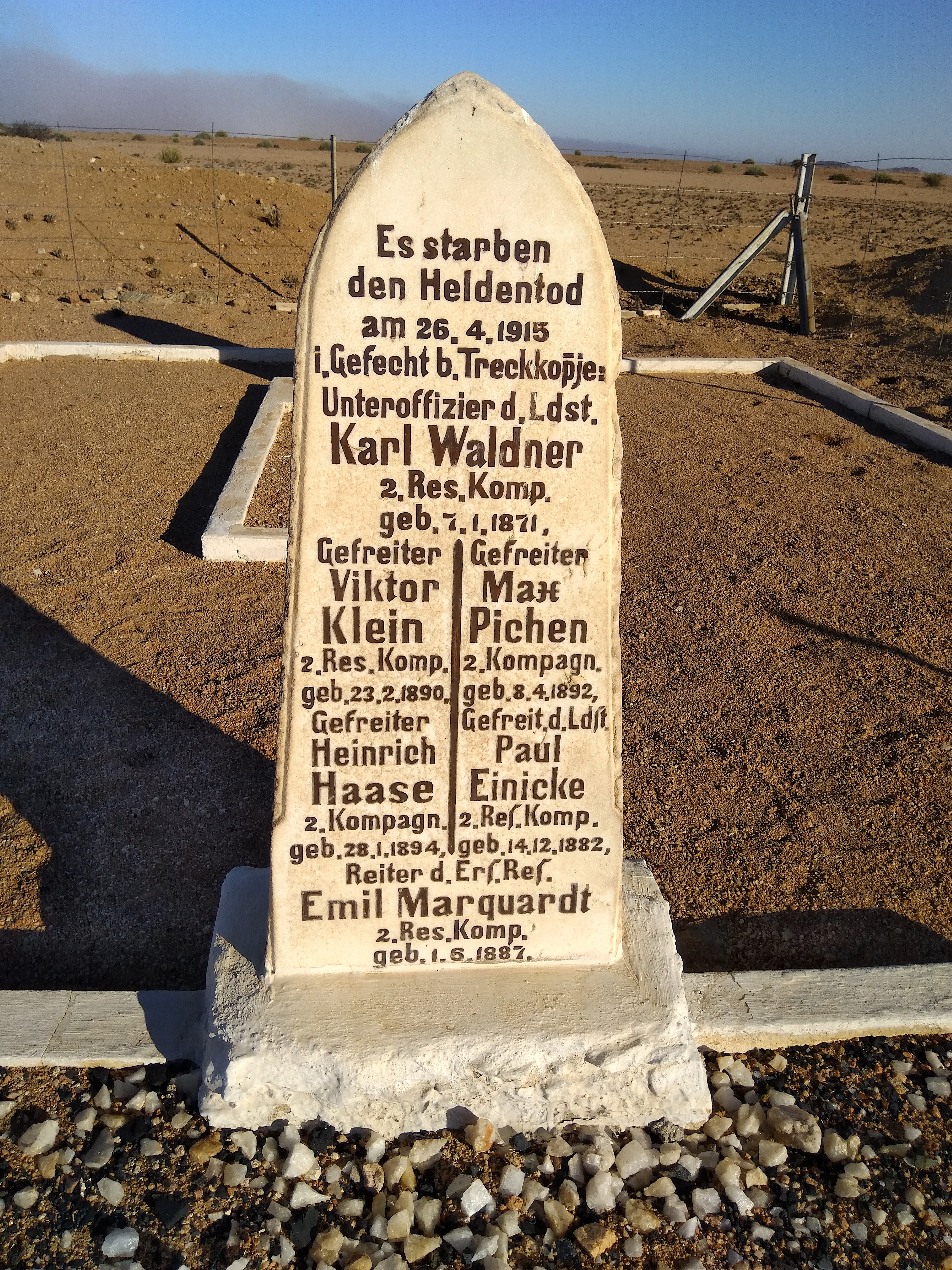
Soldatenfriedhof bei Trekkopje (2018)

Der Trekkopje (in Afrikaans bedeutet Trek „umherziehen“ und Kopje bezeichnet einen „kleinen Berg“) ist ein Berg und geographisches Gebiet sowie ehemalige Ansiedlung in der Region Erongo im zentralen Westen Namibias, etwa 85 Kilometer östlich von Swakopmund unweit der Bergbaustadt Arandis. 
Hier befindet sich mit der Trekkopje-Uranmine eine der größten Uranvorkommen der Welt.
Trekkopje war Anfang des 20. Jahrhunderts Haltepunkt auf der Otavibahn.
Historische Bedeutung erlangte Trekkopje beim Gefecht von Trekkopje, bei dem am 26. April 1915 die Schutztruppe für Deutsch-Südwestafrika auf südafrikanische Soldaten traf. Sechzehn Gefallene des Gefechts liegen auf dem Friedhof von Trekkopje (englisch: Trekkopje Cemetery - 22° 28′ 8″ S, 15° 10′ 2″ O) begraben.
Seit 2016 befindet sich bei Trekkopje ein Solarkraftwerk im Bau.